# El club de la pelea (álbum)
El club de la pelea es el octavo álbum de estudio la banda argentina de hard rock y rock alternativo Airbag. El disco será publicado en 2 partes. La primera parte fue lanzada el 27 de marzo de 2025, bajo la producción de Dale Play Records.

## Historia
El 7 de diciembre de 2023, previo a su concierto en el Estadio José Amalfitani, estrenaron «Nunca Lo Olvides», el primer corte de difusión de su próximo álbum, estrenándolo en vivo en la fecha prevista. A la vez que iban presentando el sencillo, grababan el nuevo disco. El 5 de diciembre de 2024, como segundo adelanto, publican el sencillo «Anarquía en Buenos Aires».
El 12 de diciembre de 2024, previo a sus 3 conciertos, los días 20, 21 y 22 de diciembre de 2024 nuevamente en el Estadio José Amalfitani, lanzan «Verte de Cerca»
Previo antes del comienzo de la primera fecha en Vélez, Airbag anunció el nombre y el mes de lanzamiento del álbum, titulado El club de la pelea y que sería presentado en 2025.
El 18 de marzo, la banda a través de sus redes sociales anunciaría la fecha del lanzamiento del álbum, estipulado para el 27 de marzo. Revelaron que el álbum se dividiría en partes e irían lanzando sencillos que pertenecerían a una u a la siguiente, durante el 2025.
El 20 de marzo, Airbag anunció su recital más grande en toda su carrera, presentando el álbum en el Estadio de River Plate el 31 de mayo. Luego de que se agotara en menos de una hora, finalmente anunciaron su segundo recital para el 1° de junio, el cual también se agotó. Como parte de la promoción del disco, el 16 de mayo publican un nuevo sencillo, «El hombre puerco». El 22 de mayo previo a su primer show en el Estadio de River Plate, revelan «Especial 56» y el 28 de mayo, la última canción de la primera parte del álbum, «Irme lejos».

## Lista de canciones
- Todas las canciones compuestas por Patricio Sardelli, Guido Sardelli y Gastón Sardelli.

| El Club De La Pelea I |                                     |          |  |
| N.º                   | Título                              | Duración |  |
| 1.                    | «No confíes en tu suerte»           | 3:57     |  |
| 2.                    | «Por eso nadie recordará tu nombre» | 3:52     |  |
| 3.                    | «Extrañas intenciones»              | 2:48     |  |
| 4.                    | «Corazón lunático»                  | 3:46     |  |
| 5.                    | «Nunca lo olvides»                  | 4:59     |  |
| 6.                    | «Anarquía en Buenos Aires»          | 3:58     |  |
| 7.                    | «Verte de cerca»                    | 3:03     |  |
| 8.                    | «El hombre puerco»                  | 3:12     |  |
| 9.                    | «Especial 56»                       | 3:48     |  |
| 10.                   | «Irme lejos»                        | 3:49     |  |
| 37:12                 |                                     |          |  |

## Músicos
- Patricio Sardelli: Voz y guitarra principal.
- Guido Sardelli: Voz, guitarra rítmica y batería.
- Gastón Sardelli: Bajo y coros.